# 董縣
董縣，是明代交阯承宣布政使司諒山府下轄的一個縣，後陷入安南，治所約在今越南從諒山至昇龍的驛道上，而且與雞隴縣相鄰。可能董縣相當於商江南岸右隴縣的南部。

## 沿革
- 永樂五年六月癸未朔（1407年7月5日）置，隸諒山府[2]。
- 永樂七年正月二十一甲子（1409年2月5日），設董縣之董站驛[3]。
- 永樂七年九月十六日（1409年10月24日），設董縣醫學[4]。
- 永樂十三年八月二十三日（1415年9月25日），併董縣入鎮夷縣[5]。
- 永樂十四年十月十日（1416年10月30日），設董縣之董站馬驛[6]。
- 永樂十六年八月初二日（1418年9月1日），諒山府董縣之董站驛隸鎮夷縣[7]。